# Frédéric Bedin
Pour les articles homonymes, voir Bedin.
Frédéric Bedin, né le 26 septembre 1963, est un homme d'affaires français, président du directoire de Hopscotch Groupe.

## Biographie
Élève au lycée Sainte-Croix de Neuilly, il poursuit des études en maîtrise de gestion et DESS de gestion des institutions culturelles de l'Université Paris-Dauphine. Il se lance ensuite dans la création d'entreprise en 1986, ouvrant avec trois amis étudiants l'agence Délires, spécialisée dans les évènements professionnels et d'entreprise. En 1993, l'agence Délires fusionne avec l'agence Promo 2000 de Lionel Chouchan pour créer Le Public Système.

### Hopscotch Group
Le rapprochement du groupe Heaven puis du groupe Hopscotch avec le groupe Le Public Système donne naissance au groupe Public Système Hopscotch, (devenu Hopscotch Groupe en 2015). Frédéric Bedin en est président du directoire.
Le chiffre d'affaires de la société en 2020 s'élève à 29 934 000 €.

### Autres fonctions
Frédéric Bedin rejoint CroissancePlus en 2000. Élu membre du Comité directeur dès 2004, il exerce les fonctions de vice-président de 2006 à 2008, avant d'être élu président le 3 juillet 2008,, fonction qu'il occupe jusqu'en juillet 2011, succédant à Geoffroy Roux de Bézieux.
Entre 2007 et 2009, Frédéric Bedin assure le poste de Président de l’ANAé, l’association des agences de communication événementielle, dont il est désormais administrateur. En janvier 2016, l'ANAé fusionne avec Raffut pour devenir LÉVÉNEMENT, dont Frédéric Bedin reste l'un des administrateurs.
En juillet 2011, Frédéric Bedin rejoint le conseil d'administration de Catering International Services.
Il a fait partie du Comité d'Orientation Stratégique (COS), est membre du Fonds stratégique d'investissement depuis sa création et est vice-président du UNIMEV (Union française des métiers de l’événement). Il est également membre du Groupement des Professions de Services (GPS) et depuis 2014 vice-président de la commission compétitivité, innovation et attractivité du MEDEF,.
En 2015, il co-fonde Films & Companies, un festival international de films d'entreprises qui avait été abandonné au début des années 2000,.
En 2016, il rejoint le conseil d'administration de la Fondation Entreprendre.

## Ouvrages
- L'Evénement. La communication du XXIe siècle, de Lionel Chouchan, Frédéric Bedin, Benoît Desveau, Jean-Martin Herbecq, Jean-François Flahault, ed. Les Presses du Management, 2000,  (ISBN 978-2878454536)[18]
- La relation, le nouvel or des entreprises, Eyrolles, 6 janvier 2022

### Pages connexes
- Hopscotch Groupe
- CroissancePlus